# Trebitz (Bad Schmiedeberg)
Trebitz ist ein Ortsteil der Stadt Bad Schmiedeberg im Landkreis Wittenberg in Sachsen-Anhalt.

## Geografie

### Geografische Lage
Der Ort liegt etwa 17 Kilometer südöstlich von Lutherstadt Wittenberg und etwa 7 Kilometer von Pretzsch (Elbe) am Nordrand der Dübener Heide am linken Elbufer.

### Ortsteile
Die bis 2009 selbständige Gemeinde bestand aus den Ortsteilen Trebitz, Bösewig, Kleinzerbst und Österitz. Durch Kleinzerbst und Bösewig führt die Hochwasservariante des Elberadwegs.

## Geschichte

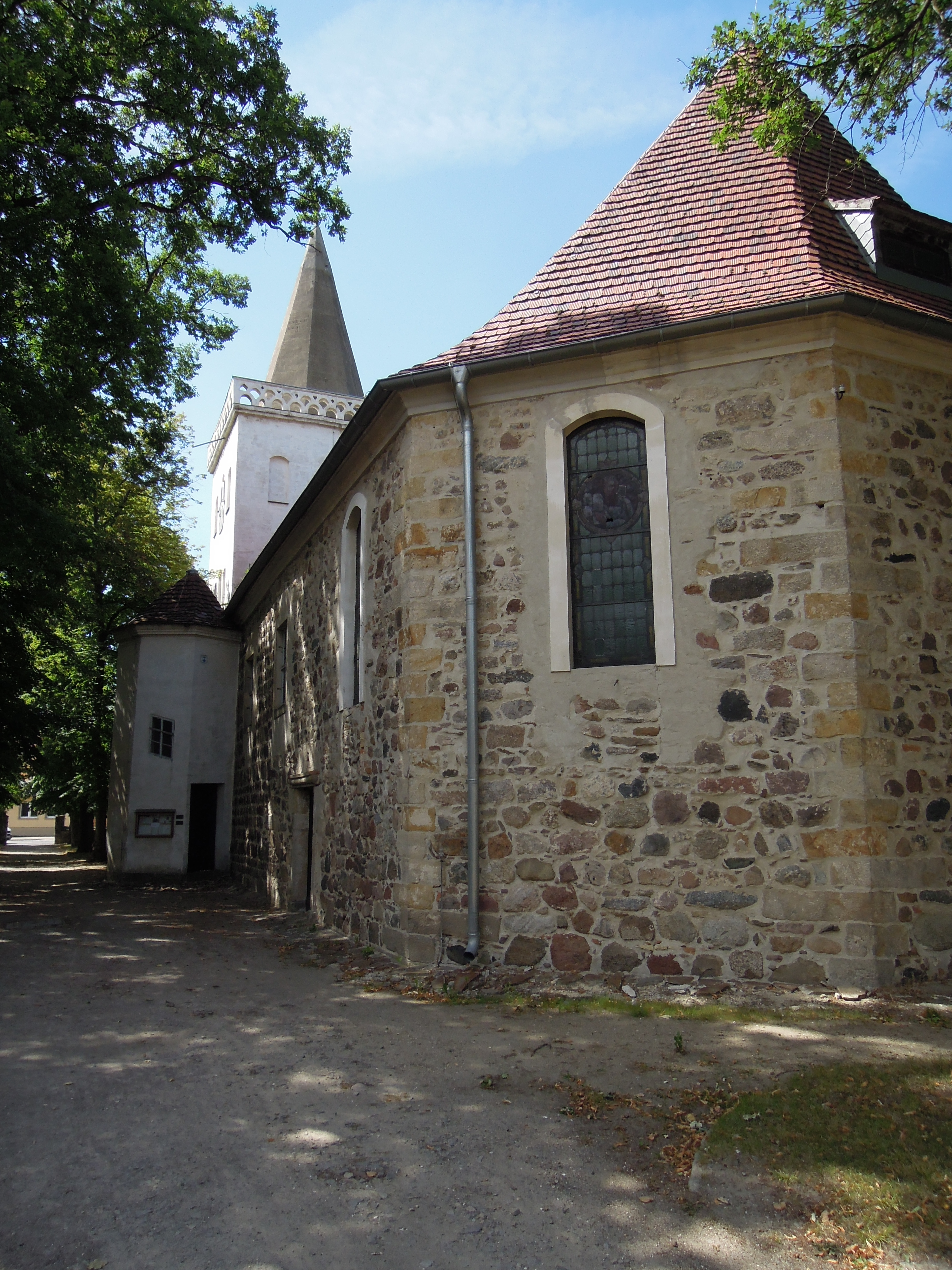
Kirche in Trebitz

Die Ersterwähnung einer Burganlage als Zentrum eines Verwaltungsbezirkes ist für die Jahre 965/1004 belegt, wobei die Urkunde von 965 als Fälschung angenommen wird. Trebitz gehörte zu einer Kette von 19 Burgwarden an der mittleren Elbe, mit deren Hilfe unter Kaiser Otto I. (912–973) die ostelbische Kolonisierung abgesichert werden sollte.
Bis 1290 gehörten Burg und Amt Trebitz zur Grafschaft Brehna. Nach Erlöschen des dortigen Grafengeschlechtes kam Trebitz an Kursachsen. 1290 war Rudolf I. von Sachsen durch König Rudolf I. von Habsburg, seinen Großvater, mit der Grafschaft Brehna belehnt worden. Dadurch entstand ein zusammenhängendes Herrschaftsgebiet. Wittenberg, nun zentral gelegen, entwickelte sich zur Hauptstadt des jetzt vom Fläming bis Liebenwerda reichenden Herzogtums Sachsen.
1356 erhielt Rudolf I. von Sachsen die erbliche Kurwürde und wurde zum Reichserzmarschall erhoben. Die Trebitzer Burg wurde zu einem kurfürstlichen Schloss und Trebitz wurde Stadt. Von dieser für Trebitz glanzvollen Epoche künden am mächtigen Kirchturm zwei alte Wappentafeln. Das eine Wappen zeigt die gekreuzten Schwerter des Reichs-Erzmarschalls und das andere ist das Wappen Sachsens.
Mit der tausendjährigen Burganlage, die damals einen ähnlich mächtigen Turm aufwies, und der alten Kirche verfügt Trebitz heute über zwei beachtliche Baudenkmale. Die quadratischen Grundflächen des Kirchturmes und des ehemaligen Burgturmes, dessen Grundmauern über drei Stockwerke noch im Schlossbau vorhanden sind, haben jeweils über 8 m Kantenlänge. In der Elbaue am Rande der sanft ansteigenden Dübener Heide liegend, bot Trebitz eine weithin sichtbare, imponierende Ortsansicht.
Lorenz Friedrich Beck berichtet in seinem Buch, dass Barbara, die Witwe von Rudolf III., des vorletzten askanischen Kurfürsten, mit Schloss und Stadt Trebitz sowie mit Jessen und allen zugehörigen Dörfern als Leibgedinge versorgt worden war. Insgesamt sollen 1423 zur Zeit der Übernahme des Kurfürstentums durch die meißnischen Wettiner noch drei askanische Kurfürsten-Witwen gelebt haben. Die Freude Friedrichs I., des Streitbaren, über die Erlangung der Kurwürde war durch die Versorgungsaufwendungen für die drei mit üppigen Leibgedingen ausgestatteten Fürstinnen zunächst getrübt. Eine Lehensvergabe durch den neuen Kurfürsten an seine Vasallen war so über mehrere Jahre blockiert.
Als 1435 die auf dem Schloss Trebitz wohnende Kurfürstenwitwe Barbara starb, verlor Trebitz seine ehemalige Bedeutung und 1486 auch das Amt. Mit dem zum Rittergut umgestalteten Schloss wurden nun Vasallen des neuen Kurfürsten belehnt. In Trebitz war dies ab 1485 Günther Löser, ein Sohn des sächsischen Erbmarschalls Heinrich Löser.
Im Dreißigjährigen Krieg wurde Kurfürst Johann Georg I. zwischen dem katholischen Kaiser Ferdinand II. und dem protestantischen Gustav Adolf von Schweden hin- und hergerissen. Nach dem Tod Gustav Adolfs in der Schlacht bei Lützen 1632 brach Georg I. mit den Schweden, wofür diese sich nach ihrem Wiedererstarken rächten und von 1635 bis 1637 große Verwüstungen in Sachsen anrichteten. Die Orte an größeren Verbindungsstraßen wie Trebitz, hatten in der Folge unter den durchziehenden Heeren besonders schwer zu leiden. Der Dreißigjährige Krieg zerstörte Trebitz weitgehend, Schloss, Kirche und fast alle Gehöfte brannten ab und mehrere umliegende Ortsteile wurden zu Wüstungen. Von ursprünglich 16 Hüfnern und 31 Kossäten waren 1651 nur noch 4 Einwohner übrig, der Rest war umgekommen oder noch auf der Flucht. Erst 1672 waren die Bauernwirtschaften wieder in Betrieb, teilweise waren neue Familien angesiedelt worden. Unter den tüchtigen und auf Nachhaltigkeit bedachten Rittergutsbesitzern Georg Wilhelm von Milckau und Gotthelf Friedrich von Schönberg (ab 1679) erholte sich Trebitz allmählich wieder.
Nach dem Tode Augusts des Starken setzte ab 1733 Reichsgraf Brühl als Premierminister und mächtigster Mann die sächsische Großmachtpolitik fort und arbeitete an Bündnissen gegen Friedrich den Großen, wodurch er den Siebenjährigen Krieg provozierte, der mit einer Niederlage endete. Die Not war so groß, dass in Trebitz 1764 anstelle von jährlich etwa 30 bis 40 Menschen 100 starben.
Die nächste Katastrophe kam mit Napoleon. Nach dem Friedensschluss von Posen trat der von Napoleon zum König erhobene Kurfürst als Friedrich August I. Anfang 1807 dem Rheinbund bei. Im Frühjahr 1813 versuchte Sachsen sich unter Anbahnung neuer Bündnisse von Napoleon zu lösen, aber die Franzosen setzten den König wegen dieser Aktivitäten fest. Sie handelten jetzt verstärkt als Besatzer und zwangen Sachsen wieder ins Bündnis. Der gemeinsamen Niederlage ging in Torgau eine schlimme Festungsendzeit voraus, die sich bis nach Trebitz auswirkte. Die Gräuel sind in dem spannenden Buch Vergilbte Papiere von Elisabeth Frenzel anhand des Briefwechsels zwischen dem Torgauer Senator Niese und seinem Freund, dem Trebitzer Pastor Spitzner, detailreich und eindrucksvoll geschildert. Nach dem Friedensschluss 1815 wurden drei Fünftel des sächsischen Territoriums, die ehemaligen Ernestinischen Länder einschließlich Torgau und Trebitz, abgetrennt und Preußen als Provinz Sachsen zugeschlagen.
In Trebitz lebten 1818 in 130 Häusern 482 Bewohner, dazu gehörten noch Schnellin, Kleinzerbst und Merkwitz mit zusammen 279 Seelen sowie die Kirchfiliale Österitz mit 68 Menschen, so dass die Parochie Trebitz mit insgesamt 829 Seelen für damalige Verhältnisse als sehr stark galt.

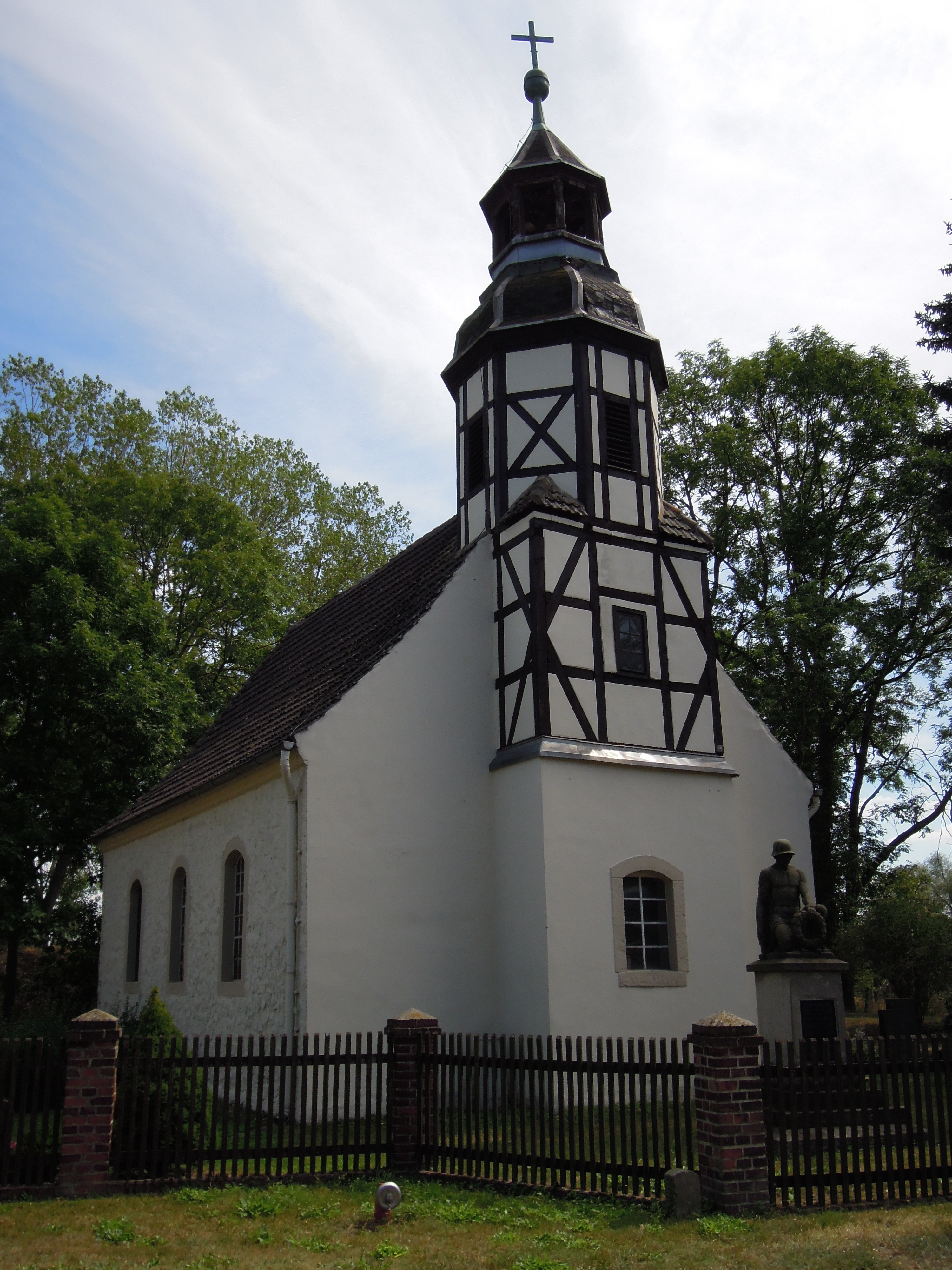
Kirche in Bösewig

Nach dem Sieg Napoleons 1806 hatte das Heilige römische Reich deutscher Nation aufgehört zu existieren und in der Folge verlor das deutsche Lehnsrecht seine Bedeutung. Damit waren die Grundlagen des alten Sozialgefüges aufgehoben und Umbrüche vorprogrammiert. In der Dorfchronik heißt es, dass sich nach dem Umsturzjahre 1848 in Trebitz mancher beträchtliche und empfindliche Umsturz ereignet hat. Berichtet wird über die wütende Verfolgung des Lehrers Karrar, die Absetzung des zweiten Lehrers Ernst Krause (welcher mehrere demokratische Unruhen hier veranlasst haben soll), die böswillige Zerstörung der Orgel. Alles wäre in betreffenden Aktenstücken dargelegt.
Bis 1848 hatte das Rittergut Trebitz mit dem Vorwerk Schnellin seine eigene Gerichtsbarkeit, welche die Polizei mit verwaltete. Nun ging die Justizverwaltung auf den Staat über. Die Polizeiverwaltung verblieb bei den Gutsherren, welche nun die Kosten dafür aus ihrer Tasche aufbringen mussten, da ihnen die Anweisungen der Justiz abgingen. Es wurden Trebitz und Kleinzerbst der Kreisgerichtskommission zu Pretzsch, Schnellin und Merkwitz der Kreisgerichtskommission zu Kemberg, Österitz (wie auch Scholiß) derjenigen zu Schmiedeberg zugewiesen. Für die Polizeiverwaltung in Trebitz und Schnellin (und Scholiß) wurde ein dazu geeigneter Mann bestellt. Die übrigen Dörfer wurden unmittelbar dem Landratsamte zu Wittenberg beigeordnet.
Pastor Koch (1819 bis 1858) schrieb: „Der Rittergutsbesitzer Kammerherr von Schröter hatte eine so große Schuldenmasse aufgehäuft, daß er sich nicht anders helfen zu können meinte, als durch Einzellandverkauf des Gutes. Durch den „Ausschlächter“ Rensch und Justitiar Löser wurden dann im Jahre 1852 die besten Pferde, Kühe, Schafe, Schweine und Ackergerätschaften, in gleichem die besten Wiesen und Äcker (mit stehender Frucht) einzeln an die Meistbietenden verkauft, das Restgut aber am 17. Dez. 1854 von dem Herrn Brandt von Lindau auf Schmerwitz für 75000 Thaler erstanden. Dieses Ereignis war für viele Bewohner von Trebitz und Schnellin sehr unerfreulich, denn
1. fiel die monatliche Brotabgabe an 12 Arme beider Dörfer weg, weil der vorherige Besitzer dieselbe nicht zur Eintragung in das Hypothekenbuch angemeldet hatte,
2. verloren viele Tagelöhner ihren bisherigen sicheren Erwerb, weil das geschwächte Rittergut nicht mehr alle beschäftigen konnte, ebenso
3. manche Handwerker, namentlich Schmiede, Stellmacher, Sattler
4. manche von den Parzellenkäufern gerieten tief in Schulden, weil sie a) zum Ankauf der Ländereien, b) zur Erbauung neuer Scheunen und Ställe viel Geld aufnehmen mussten.

In die zweite Hälfte des 19. Jahrhunderts fallen die Gründerjahre, die sich auch in Trebitz sehr positiv auswirkten. Aus dem Rittergut wurde ein Mustergut, es entstanden einige Betriebe (Brauerei, Molkerei, Sägewerk, Betonwerk). Trebitz wurde 1889 an das Eisenbahnnetz angeschlossen und die vielen in Trebitz wohnenden Maurer und Arbeiter konnten nun die umliegend entstehenden Industriewerke, Braunkohlebergwerke und Großbaustellen gut erreichen. 1898 entstand eine Konsumgenossenschaft, 1900 ein Arbeiterradverein. Bis zum Ersten Weltkrieg ging es im Handwerk und Handel weiter aufwärts, aber der Krieg endete in einer Katastrophe.
Trebitz hatte im Ersten Weltkrieg 72 Gefallene. Wie groß und beispiellos dann die Katastrophe des Zweiten Weltkriegs war, sieht man zum einen an der Zahl der etwa 100 Kriegsgefallenen und zum anderen an der Zahl der etwa 1500 nach Trebitz gelangten Vertriebenen. Es ist davon auszugehen, dass diese Familien zusätzlich zu den auf der Flucht erlittenen Qualen auch viele gefallene und verschleppte Männer zu verzeichnen hatten. Die Namen der Kriegsgefallenen wurden erst nach Ende der DDR-Zeit zusammengetragen, weil sie zu DDR-Zeiten unerwähnt blieben.
Das Trebitzer Schloss, das über die Jahrhunderte viele wechselnde Besitzer hatte, spielte in der Geschichte des Ortes immer eine wichtige Rolle. 1930 entstand hier die Klinik von Dr. Moses, der aber 1940 enteignet wurde, um während des Zweiten Weltkrieges ein Ostarbeiterkrankenhaus einrichten zu können. Im Jahr 2013 hat der Heimat- und Geschichtsverein Trebitz die Namen der etwa 200 hier verstorbenen Opfer veröffentlicht. Nach dem Kriege wurde das Schloss Trebitz sofort als Alters- und Pflegeheim, vor allem für hilflose ältere Vertriebene, genutzt. Ab 2002 ist das Schloss ein privater Wohnsitz.

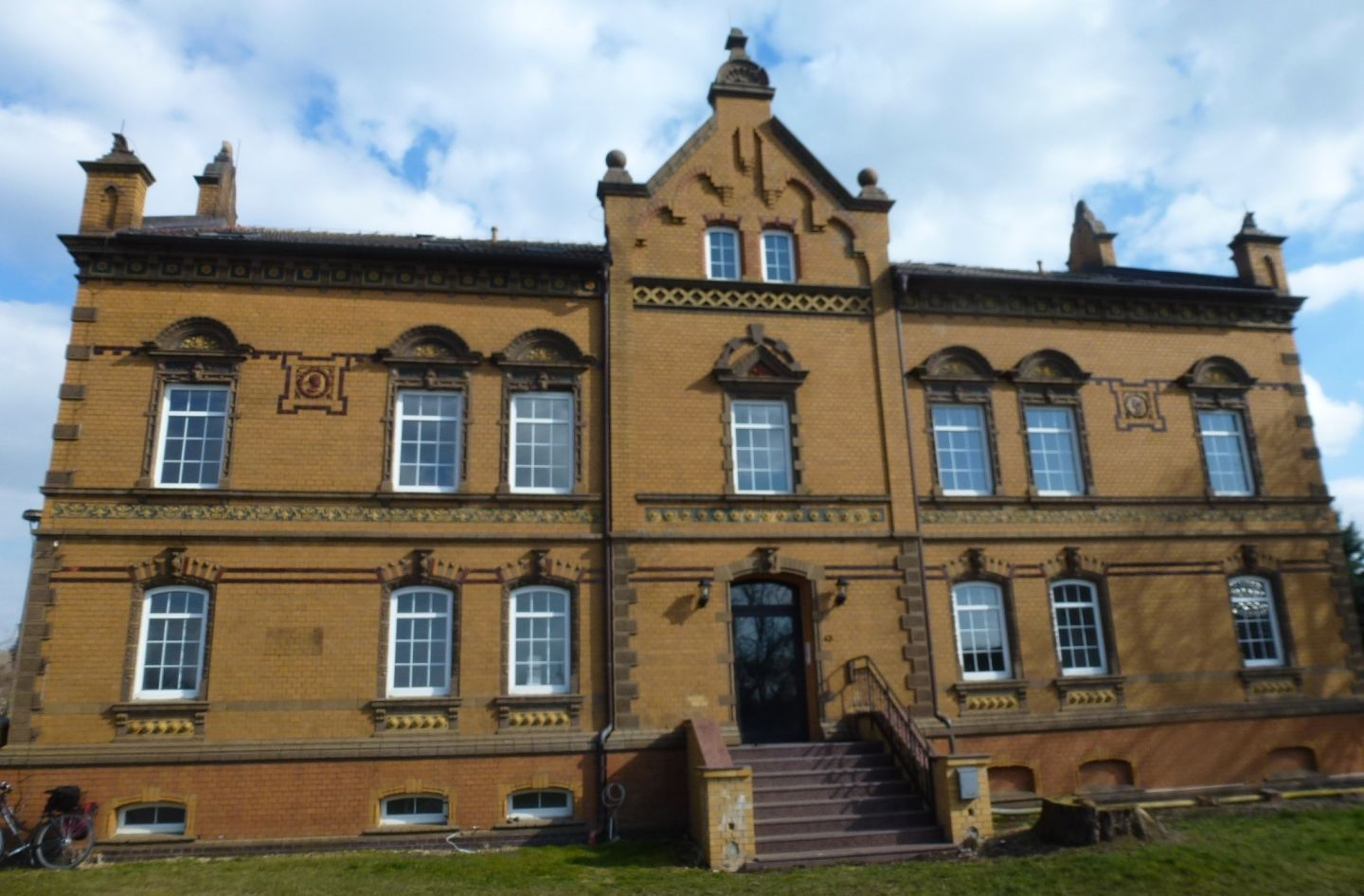
Herrenhaus in Bösewig

1948 existierten in Trebitz noch 62 Bauernwirtschaften und es wurden noch etwa 50 Handwerks- und Handelsbetriebe und sonstige Einrichtungen aufgelistet. Im Zuge der Bodenreform in der Sowjetischen Besatzungszone wurde einem Großgrundbesitzer knapp 720 ha Fläche entschädigungslos enteignet und neu verteilt. Ab 1958 und besonders nach dem Mauerbau ab 1961 beschleunigte die Sozialistische Einheitspartei Deutschlands den „Aufbau des Sozialismus“. Alle bäuerlichen und fast alle handwerklichen Betriebe wurden kollektiviert und verschwanden für 30 Jahre. Die Landwirtschaftliche Produktionsgenossenschaft Trebitz bekam einen Parteisekretär aus der Kreisstadt Wittenberg zugeordnet, der darauf achten sollte, dass alles seinen sozialistischen Gang ging. Die Dorfbewohner verstanden es, aus der Situation das Beste zu machen und sich einen relativen Wohlstand zu erarbeiten.
Am 1. Juli 1950 wurden die bis dahin eigenständigen Gemeinden Bösewig, Kleinzerbst und Österitz eingegliedert.
20 Jahre nach dem Untergang der SED-Diktatur zeigt sich Trebitz als gepflegtes Dorf mit Gemeinschaftssinn. In einer Broschüre der Verwaltungsgemeinschaft wird ausgeführt, dass der Karneval seit vielen Jahren einen Höhepunkt darstellt und weit über die Kreisgrenze bekannt ist. Ein traditionelles Hoffest, Vereins- und Familienfeiern sollen die Gemeinschaft fördern, erwähnt wird auch ein privates Dorfmuseum.
Als Vereine werden genannt: Karnevalsverein, Sportgemeinschaft „SG 1919“, Trebitzer Angelfreunde, Motorsportclub, Frauenchor, Schützenverein 1881, Volkssolidaritätsgruppe, Heimatverein Bösewig, Heimatverein Kleinzerbst, Freiwillige Feuerwehr, Jugendclub Trebitz.
Folgende Einrichtungen in Trebitz gelten als gut ausgestattet: Grundschule (zu DDR-Zeiten eine Zentralschule bzw. 10-stufige Mittelschule),
Kindertagesstätte, Spielplätze in allen Ortsteilen, Freibad, Diskothek, Turnhalle, Sportplatz mit Klause, Arztpraxis, Zahnarztpraxis, Physiotherapie, Friseur, Kosmetik, Frische-Markt, Landfleischerei, Bäckerei, Bank.
Was heute allerdings fehlt, ist eine öffentliche Gaststätte. 2001 wurde auch die evangelische Pfarrstelle in Trebitz gestrichen. Kritisch zu vermerken ist, dass fast alle nicht ausdrücklich denkmalgeschützten, aber trotzdem historisch interessanten Spuren der Ortsgeschichte, wie z. B. ehemalige Handwerksbetriebe und alle Betriebe aus der Gründerzeit, einer zerstörerischen Umnutzung oder Verschrottung zum Opfer gefallen sind und damit drohen, in Vergessenheit zu geraten. Der 2011 gegründete Heimat- und Geschichtsverein Trebitz/Elbe e. V. verfügt über viele Dokumente zur Ortsgeschichte und arbeitet ständig an der Vervollständigung der Ortsgeschichte.
Seit dem 1. Juli 2009 gehört Trebitz zu Bad Schmiedeberg.

## Wirtschaft und Infrastruktur

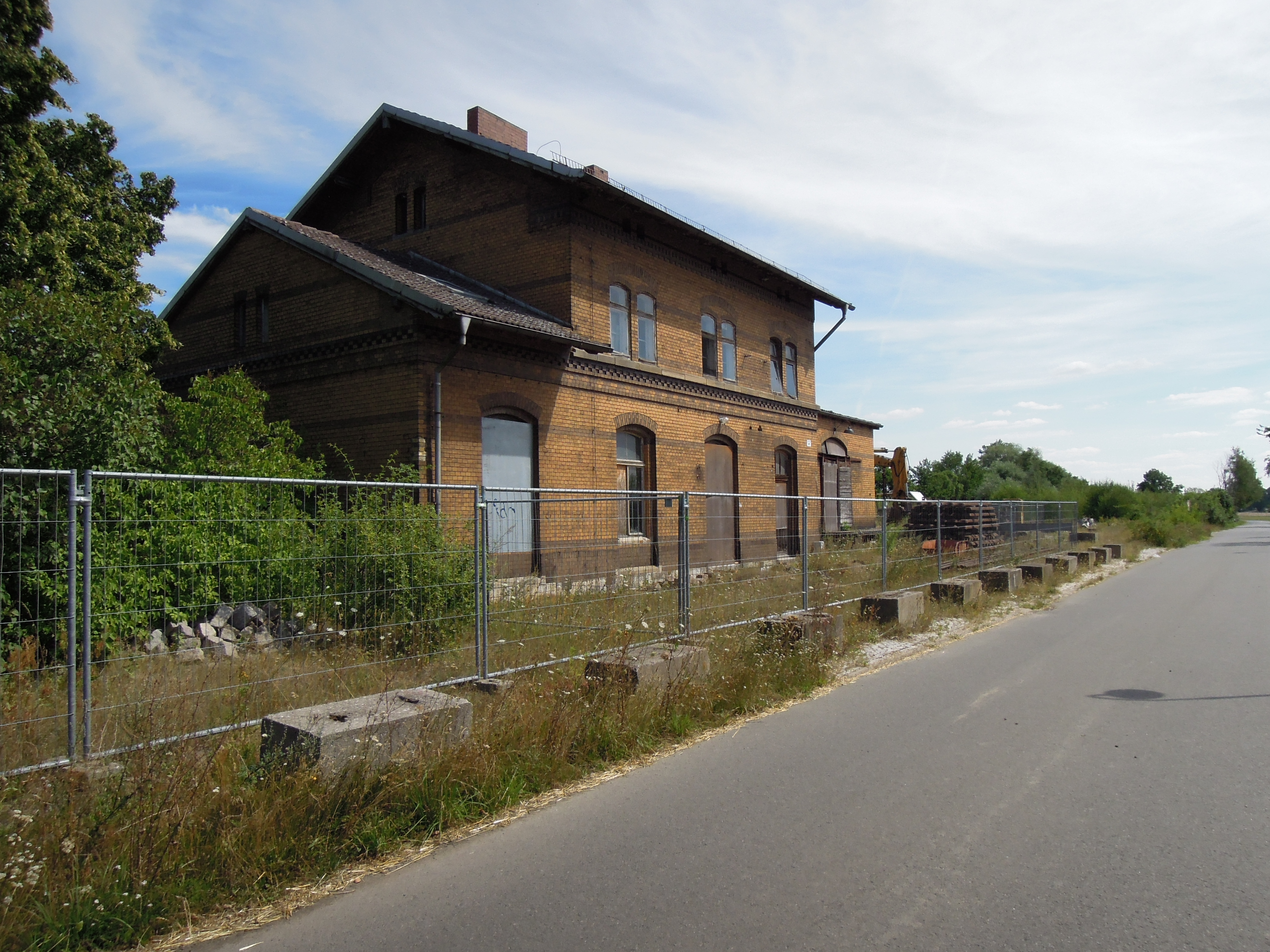
Ehemaliger Haltepunkt Trebitz

### Verkehr
Durch die Gemeinde führt die Bundesstraße 182. Der Verkehr auf der Bahnstrecke Pratau–Torgau mit dem Haltepunkt Trebitz (Elbe) wurde 2014 eingestellt.

### Vereine
Seit 1919 besitzt Trebitz einen Sportverein (SG 1919 Trebitz) mit verschiedenen Sportarten (Fußball, Gymnastik, Volleyball, Tischtennis, Kinderturnclub). Der örtliche MC Trebitz betreibt eine Motocross-Strecke. Darüber hinaus gibt es den „Trebitzer Carneval Verein 1953“ und den Verein „Trebitzer Angelfreunde 1969“.

## Persönlichkeiten

### Söhne und Töchter der Gemeinde
- Franz Spitzner (1787–1841), Gräzist und Rektor des Gymnasiums in Wittenberg

### Personen, die in Trebitz gewirkt haben
- Johann Ernst Spitzner (1731–1805), von 1762 bis 1805 Pfarrer in Trebitz und namhafter Bienenzüchter
- Hans Möller (1908–1996), Pfarrer in Trebitz